# Thola Palca
Thola Palca (conocido también como Tolapalca) es una localidad boliviana perteneciente al municipio de Challapata de la provincia de Abaroa en el departamento de Oruro. En cuanto a distancia, Thola Palca se encuentra a 179 km de Oruro, la capital departamental, y a 140 km de Potosí. La localidad forma parte de la Ruta Nacional 1 de Bolivia.  
Según el último censo de 2012 realizado por el Instituto Nacional de Estadística de Bolivia (INE), la localidad cuenta con una población de 27  habitantes y está situada a 4.130 metros sobre el nivel del mar.

## Demografía
La población de la localidad ha disminuido a un 26% en las últimas dos décadas:
| Año  | Población | Fuente |
| ---- | --------- | ------ |
| 1992 | 101       | Censo  |
| 2001 | 181       | Censo  |
| 2012 | 27        | Censo  |